# Karel Knesl
Karel Knesl (8. dubna 1942 Pustiměř – 3. září 2020 Praha) byl český fotbalista, obránce a záložník. Byl hráčem inteligentním, technicky vybaveným, který byl spolehlivý při plnění obranných úkolů a vynikající ve hře hlavou.

## Fotbalová kariéra
V československé lize hrál za Duklu Praha, Slavii Praha a Škodu Plzeň. S Duklou získal v letech 1963, 1964 a 1966 tři mistrovské tituly. Za juniorskou reprezentaci Československa nastoupil v 7 utkáních, ze reprezentační B-tým v 1 utkání. Byl členem mužstva, které na olympijských hrách 1964 v Tokiu vybojovalo stříbrné medaile, za olympijskou reprezentaci nastoupil ve 3 utkáních. Za reprezentaci Československa nastoupil v roce 1966 v utkání proti Sovětskému svazu v Praze, který skončil prohrou 1:2. V Poháru mistrů evropských zemí nastoupil ve 4 utkáních a v Poháru UEFA nastoupil ve 3 utkáních. Vítěz Československého poháru 1965 s Duklou a vítěz Českého poháru 1971 s Plzní. Po skončení ligové kariéry hrál za Dynamo České Budějovice.

## Ligová bilance
| Ročník                                   | Zápasy | Góly | Klub         |
| ---------------------------------------- | ------ | ---- | ------------ |
| 1. československá fotbalová liga 1962/63 | 2      | 0    | Dukla Praha  |
| 1. československá fotbalová liga 1963/64 | 15     | 0    | Dukla Praha  |
| 1. československá fotbalová liga 1964/65 | 15     | 0    | Dukla Praha  |
| 1. československá fotbalová liga 1965/66 | 1      | 0    | Dukla Praha  |
| 1. československá fotbalová liga 1965/66 | 11     | 1    | Slavia Praha |
| 1. československá fotbalová liga 1966/67 | 6      | 0    | Slavia Praha |
| 1. československá fotbalová liga 1967/68 | 16     | 3    | Slavia Praha |
| 1. československá fotbalová liga 1968/69 | 17     | 1    | Slavia Praha |
| 1. československá fotbalová liga 1969/70 | 18     | 0    | Slavia Praha |
| 1. československá fotbalová liga 1970/71 | 30     | 0    | Škoda Plzeň  |
| CELKEM 1. liga                           | 131    | 5    |              |